# Aleksandr Travin
Aleksandr Konstantinovič Travin (in russo Александр Константинович Травин?; Mosca, 23 luglio 1937 – 15 febbraio 1989) è stato un cestista sovietico.
Era figlio di Konstantin Travin, allenatore della nazionale sovietica maschile e di quella femminile.

## Carriera
Con l'Unione Sovietica ha disputato i Giochi olimpici di Tokyo 1964, due edizioni dei Campionati mondiali (1963, 1967) e due dei Campionati europei (1963, 1965).

## Palmarès
- Campionato sovietico: 6

CSKA Mosca: 1960, 1960-61, 1961-62, 1963-64, 1964-65, 1965-66
- Coppa dei Campioni: 2

CSKA Mosca: 1960-61, 1962-63